# Frontiers Records
Frontiers Records es un sello discográfico italiano, dedicado principalmente a la producción de hard rock. Fue fundado en 1998 por Serafino Perugino y tiene su sede en Nápoles, Italia.

## Historia
Perugino empezó a trabajar en la industria de la música en 1996 como distribuidor para numerosos artistas de rock melódico en Italia, lo cual lo llevó a ganarse una buena reputación en el campo, por lo que pronto decidió en formar su propio sello independiente.
En 1998 se fundó Frontiers Records. La marca desde el inicio se abrió paso a crear productos relacionados con el rock melódico. El primer lanzamiento de la discográfica fue un álbum doble en vivo titulado "Never Say Goodbye" del grupo británico de hard rock: Ten.
Además de contar con varios artistas nuevos dentro del género del rock melódico, hard rock, heavy metal, etc. Frontiers también cuenta con una lista de bandas y artistas reconocidos, tales como Quiet Riot, Winger, Styx, Toto, Yes, Joe Lynn Turner, Journey, Hardline, Thunder, Survivor, Glenn Hughes , House of Lords, y Whitesnake.
En diciembre de 2010 Frontiers Records concretó una alianza con EMI Music, la cual facilitaría la distribución de material discográfico creado por la empresa italiana en Estados Unidos y Canadá, esta alianza entró en vigor desde enero de 2011.

## Artistas
| - 7 Months - Action - Airrace - Alan Parsons - Alien - Allen/Lande - Ambition - American Tears - Andersen/Laine/Readman - Asia - Auras - Avalon - Bad Habit - Bad Moon Rising - Balance - Beggars & Thieves - Benedictum - Beyond The Bridge - Black 'n Blue - Blackwood Creek - Blanc Faces - Bonrud - Bowes & Morley - Bob Catley - Bourgeois Pigs - Brazen Abbot - Brian Howe - Bruce Kulick - Cain's Offering - Chicago - Cinderella - Circus Maximus - Constancia - Cosmo - Crashdïet - Crash The System - Crazy Lixx - Crown of Thorns - Crush 40 - Danger Danger - Daniele Liverani - Danny Vaughn - Dario Mollo / Tony Martin - Dark Lunacy - David Readman - Def Leppard (EU) - De la cruz (banda) - Diamond Dawn - Dokken - Eclipse - Emerald Rain - Empty Tremor - Enuff Z'nuff - Extreme - False Memories - Fair Warning - First Signal - Forty Deuce - Frederiksen / Denander - From the Inside (Danny Vaughn) - Furyon - Genius - Giant - Giuntini Project - Glenn Hughes - Great White - Hardline - Harem Scarem - Honeymoon Suite - House of Lords - Howard Leese - Hurtsmile - Issa | - Jack Blades - Jaded Heart - Jaime Kyle - James Christian - Jean Beauvoir - Jeff Scott Soto (JSS) - Jim Peterik - Jimi Jamison - Joe Lynn Turner - John Elefante - John Waite - John West - John Wetton - Jorn - Journey - Keel - Kelly Keagy - Khymera - King Kobra - Kingdom Come - Kip Winger - Kiske/Somerville - Lana Lane - Leverage - Lionsheart - Lords Of Black - Los Angeles - Lou Gramm Band - Lunatica - Lynch Mobb - Mastedon - Mecca - Meldrum - Michael Kiske - Michael Sembello - Michael Thompson - Mike Tramp - Millenium - Mind Key - Mollo Martin - Mr. Big - Nelson - Night Ranger - Norway - Oliver Hartmann - On the Rise - Outloud - Pathosray - Philip Bardowell - Pink Cream 69 - Place Vendome - Places of Power - Platens - Player - Praying Mantis - Pretty Maids - Pride of Lions - Primal Fear - Prime Suspect - Prime Time - Reb Beach - Richard Marx - Richie Kotzen - Ring of Fire - Robin Beck - Royal Hunt - Saint Deamon - Scheepers - Sebastian Bach - Seventh Key - Seven Tears - Shark Island - Shooting Star | - Silent Rage - Skin Tag - Sonic Station - Soul Doctor - Soul SirkUS - Spin Gallery - Spread Eagle - Stan Bush - Starbreaker - Steve Lukather - Strangeways - Street Legal - Stryper - Styx - Sunstorm - Survivor - Tak Matsumoto Group - Talisman - Tall Stories - Ten - Terra Nova - Terry Brock - Tesla - The Codex - The Magnificent - The Mercury Train - The Mob - The Murder of My Sweet - The Poodles - The Trophy - Thunder - Timo Tolkki - Tommy Funderburk - Tony Harnell & The Mercury Train - Tony O'Hora - Toto - Touch - Treat - Triumph - Trillium - Trixter - Tyketto - Two Fires - Unruly Child - Uriah Heep - Valentine - Vanden Plas - Vega - Vertigo - Vince Neil - Vision Divine - Voodoo Hill - Warrant - Wetton/Downes - White Lion - White Skull - Whitesnake - Wig Wam - Winger - Work of Art - Xorigin - Y&T - Yes - Yoso - Zion |